# Рудник Айн-Арко
Рудник Айн-Арко – колишнє гірничодобувне підприємство на півночі Алжиру.
Розробка цинкового родовища в Айн-Арко почалась ще в 1860-х роках, проте вже в 1874-му роботи зупинились і не велись три десятки років. В 1904-му видобуток відновили, при цьому з 1907-го правами на концесійну ділянку володіла спеціально створена Mines de Zinc d’Aïn-Arko.
Видобуток первісно вели відкритим способом за допомогою кількох кар’єрів. З метою зменшення транспортних витрат рудник отримав не лише збагачувальну фабрику, але й печі для випалу породи, в результаті чого отримували кальцинований продукт із вмістом цинку 56,6%. Продукцію вивозили по спеціально прокладеній залізничній гілці завдовжки 8 км, а потім транспортували в порт Бон (наразі Аннаба).
Якщо в 1904-му з Айн-Арко отримали 1,2 тисячі тон продукції, то в 1907-му цей показник досягнув 11 тисяч тон, а в 1910-му – 12,4 тисячі тон. В наступні роки цей показник почав падати і в 1913-му склав 7,2 тисячі тон.
Мобілізація французьких працівників після початку Першої світової війни мала сильний негативний вплив на чимало алжирських копалень, зокрема, в Айн-Арко у 1915-му змогли випустити лише 2,9 тисячі тон продукції. Наступного року показник зріс майже удвічі, проте проблеми не отримали принципованого вирішення і в 1918-му змогли випустити лише 1,4 тисячі тон кальцинованого продукту, причиною чого була як нестача робочої сили, так і транспортна криза, що перешкоджала постачанню палива та вивозу продукції з Бона. Наприкінці ж року після завершення війни додалось падіння цін на цинк, так що в 1919-му виробили лише 0,23 тисячі тон.
У цей період вирішили перейти до підземного способу розробки, що мало допомогти уникнути надмірних витрат на розкривні роботию Як наслідок, в 1920-му змогли випустити 1,1 тисячу тон кальцинованого продукту. Втім, повернути Mines de Zinc d’Aïn-Arko до прибуткової діяльності не вдалось із восени 1921-го її поглинула Compagnie minière et métallurgique de Caront. В 1923-му виробництво на Айн-Арко оцінювалось у 3,6 тисячі тон, в 1927-му – у 1,6 тисячі тон.
Відомо, що з 1942-го дочірньою компанією Société des Mines d’Aïn-Arko володіла марокканська Société des Mines de Zellidja, що на той час здійснювала розробку марокканського свинцевого рудника Бу-Бекер, а в 1950-х – 1960-х роках працювала з великим транскордонним мароккансько-алжирським цинковим рудником Ель-Абед.
В 1966-му Société des Mines d’Aïn-Arko була націоналізована алжирським урядом.